# Hirschhorn (Neckar)
Hirschhorn (Neckar) è una città tedesca di 3 449 abitanti, situata nel land dell'Assia, conosciuta anche col nome di "Perla del Neckar". 

## Descrizione
Hirschhorn ("Corno di Cervo"), conosciuta anche come stazione climatica e di soggiorno si trova all'interno del Geo-Naturpark Bergstraße-Odenwald.
L'abitato è dominato dall'omonimo castello.